# 張潤 (成化進士)
張潤（1456年—？），字子温，山東濟南府泰安州人，軍籍，明朝政治人物。

## 生平
山東鄉試第十六名舉人。成化二十三年（1487年）中式丁未科會試第二百二十名，二甲第一百一十名進士。

## 家族
曾祖張得祿；祖父張信；父張璽，國子生。母王氏。永感下。